# Paulo Duarte

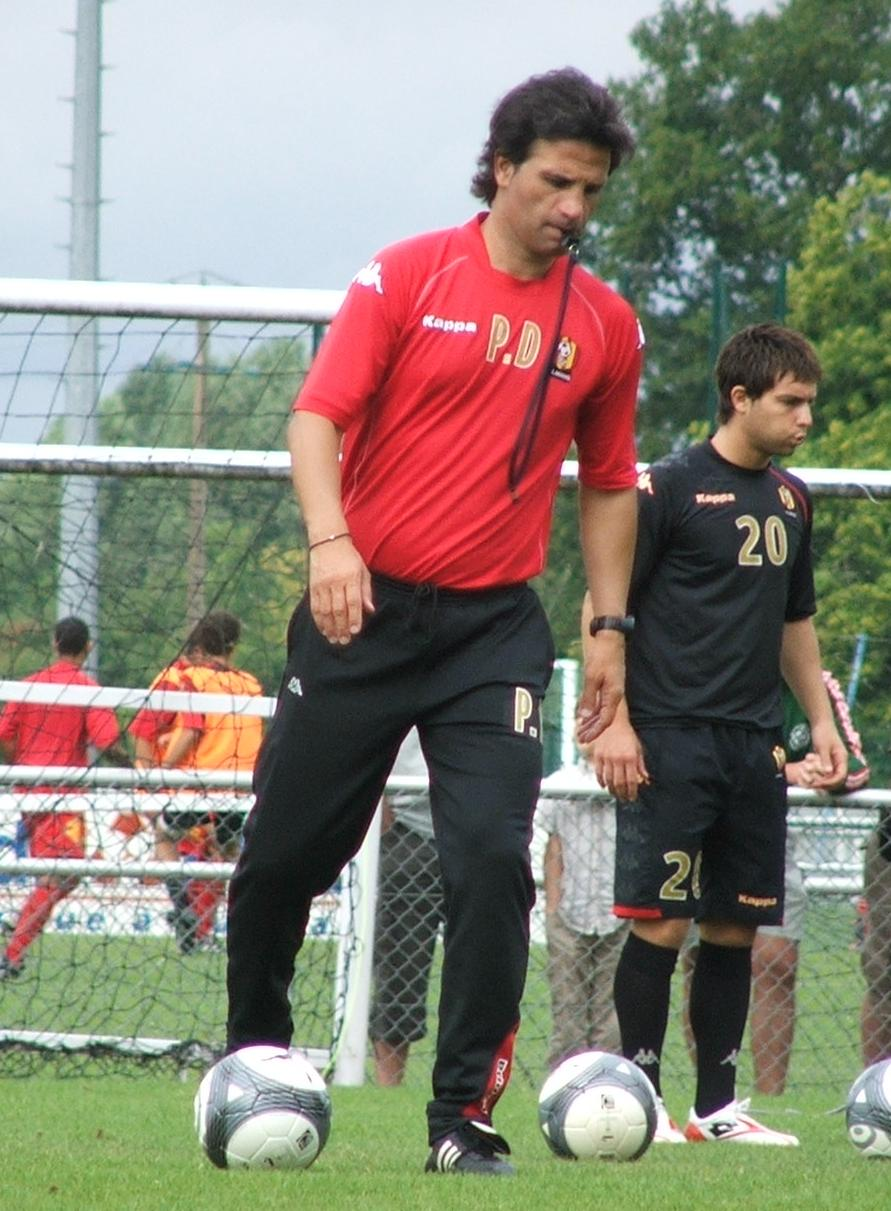
Paulo Duarte (2009)

Paulo Jorge Rebelo Duarte (* 6. April 1969 in Massarelos, Porto) ist ein portugiesischer Fußballtrainer und ehemaliger Fußballspieler.

## Leben und sportliche Karriere
Duarte war bei den Vereinen Boavista Porto, UD Leiria, SC Salgueiros, Marítimo Funchal und wieder UD Leiria aktiv. In der Saison 2006/2007 war er dort auch Trainer. Von 2008 bis 2012 und von 2016 bis 2018 war er Nationaltrainer in Burkina Faso. Von 2012 bis 2013 trainierte er die gabunische Fußballnationalmannschaft.
Von 2020 bis 2021 trainierte er den angolanischen Top-Klub CD Primeiro de Agosto, bevor er im Mai 2021 ein Drei-Jahres-Engagement als Nationaltrainer Togos einging.
Am 11. August 2025 wurde er zum Trainer der Syli National von Guinea ernannt und ersetzte Michel Dussuyer.